# Marțianul (film)
Marțianul (titlu original: The Martian) este un film american SF din 2015 regizat de Ridley Scott. Rolurile principale au fost interpretate de actorii Matt Damon,  Jessica Chastain,  Kristen Wiig și Jeff Daniels. Scenariul este scris de Drew Goddard după un roman omonim de Andy Weir. A câștigat Premiul Globul de Aur pentru cel mai bun film (muzical/comedie) la a 73-a ediție a Premiilor Globul de Aur.
Damon interpretează rolul unui astronaut care din greșeală este considerat mort și lăsat în urmă pe planeta Marte și care apoi luptă pentru a supraviețui.

## Prezentare
În 2035, echipajul misiunii marțiene Ares III explorează Acidalia Planitia în ziua solară marțiană (sol) 18 din expediția lor de 31 de zile sol. O furtună puternică de praf amenință să răstoarne vehiculul lor de deplasare pe Marte (Mars Ascent Vehicle, MAV). În timpul evacuării, astronautul Mark Watney este lovit de resturi și se presupune că a murit. Cu MAV-ul pe punctul de a se răsturna, echipajul rămas decolează spre nava lor aflată pe orbită, Hermes, lăsându-l pe Watney în urmă.
Watney se trezește după furtună, rănit și cu o avertizare de oxigen scăzut. Se întoarce în habitatul de suprafață al echipajului („Hab”) și își tratează rana. Pe măsură ce Watney își revine, începe un jurnal video. Incapabil să comunice cu Pământul, singura lui șansă de salvare este următoarea misiune spre Marte; în patru ani, Ares IV va ateriza la 3.200 de kilometri (2.000 de mile) depărtare în craterul Schiaparelli, MAV-ul lui Ares IV a ajuns deja în aceea zonă pentru pregătirea misiunii.
Preocuparea imediată a lui Watney este mâncarea; fiind botanist, el creează o grădină în interiorul Hab-ului folosind pământ marțian fertilizat cu deșeurile biologice ale echipajului și produce apă din combustibilul rămas pentru rachetă. Apoi cultivă cartofi folosind cartofi întregi rezervați pentru o masă specială de Ziua Recunoștinței. De asemenea, începe să modifice un rover pentru călătoria către Ares IV MAV.
Pe Pământ, planificatorul de sateliți de la NASA Mindy Park, revizuind imaginile din satelit, observă echipamente mutate și își dă seama că Watney trebuie să fie în viață. Directorul NASA, Teddy Sanders, face acest lucru cunoscut publicului, dar decide să nu informeze echipajul Ares III în drum spre Pământ, trecând peste obiecția puternică a directorului de zbor Mitch Henderson.

## Distribuție
- Matt Damon - Mark Watney (botanist, engineer)
- Jessica Chastain - Melissa Lewis, Ares III Mission Commander (geologist)
- Kristen Wiig - Annie Montrose, NASA spokesperson (Director, Media Relations)
- Jeff Daniels - Theodore "Teddy" Sanders, Director of NASA
- Michael Peña - Major Rick Martinez, astronaut (pilot)
- Kate Mara - Beth Johanssen, astronaut (system operator, reactor technician)
- Sean Bean - Mitch Henderson, Hermes flight director
- Sebastian Stan - Dr. Chris Beck, astronaut (flight surgeon, EVA specialist)
- Aksel Hennie - Dr. Alex Vogel, German astronaut (navigator, chemist)
- Chiwetel Ejiofor - Vincent Kapoor, NASA's Mars mission director
- Donald Glover - Rich Purnell, a NASA astrodynamicist
- Benedict Wong - Bruce Ng, director of JPL
- Mackenzie Davis  - Mindy Park, a satellite planner in Mission Control
- Naomi Scott - Ryoko
- Nick Mohammed - Tim Grimes
- Eddy Ko - Guo Ming, chief scientist at CNSA
- Chen Shu - Zhu Tao, deputy chief scientist at CNSA